# Янкі Дудл Денді
«Янкі Дудл Денді» (англ. Yankee Doodle Dandy) — американський музично-біографічний фільм 1942 про актора, танцюриста, співака, драматурга, автора пісень, продюсера, хореографа, власника театру, режисера Джорджа М. Кохана, відомого як «Людина, яка володіє Бродвеєм».

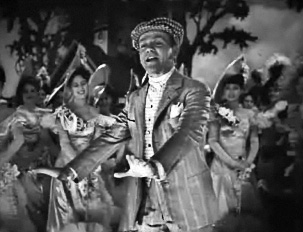
Кадр з фільму

Сценарій написали Роберт Бакнер і Едмунд Йосиф, фільм зняв режисер Майкл Кертіс. За даними спеціального видання DVD, значні поліпшення в сценарій внесли знамениті «лікарі сценаріїв» брати-близнюки Юлій Дж. Епштейн і Філіп Г. Епштейн, в титрах фільму вони не вказані.

## Сюжет
Біографічний мюзикл, що розповідає про життя прославленого бродвейського актора, співака і танцюриста Джорджа М. Кохана, автора патріотичних американських пісень. Картина побудована як ланцюг спогадів самого постарілого Кохана про власне життя, починаючи з дня народження (4 липня 1878) до вручення нагороди з рук президента США за внесок у мистецтво. Це історія життя людини, який сам продюсував, писав і грав у своїх музичних шоу. Сцени дитячих виступів Джорджа, історію його співпраці з письменником і продюсером Семом Геррісом, реконструкцію фрагментів Бродвейських уявлень Кохана. Це йому як теоретику американського мюзиклу належить знамените визначення жанру — «Ритм, ритм і ще раз ритм!».

## У ролях
- Джеймс Кегні — Джордж Кохан
- Джоан Леслі — Мері
- Волтер Г'юстон — Джеррі Кохан
- Розмарі ДеКамп — Неллі Кохан
- Джинн Кегні — Джоссі Кохан
- Ирен Меннінг — Фей Темплтон
- Річард Горф — Сем Гарріс

## Нагороди
Оскар, 1943 рік, фільм переміг у номінаціях:
- найкраща чоловіча роль (Джеймс Кегні)
- найкращий звук
- найкращий саундтрек для музичних картин

Фільм був номінований:
- найкращий фільм
- найкраща чоловіча роль другого плану (Волтер Г'юстон)
- найкращий режисер (Майкл Кертіс)
- найкращий сюжет
- найкращий монтаж